# Occhi tristi (Il Tre)
Occhi tristi è un singolo del rapper italiano Il Tre, pubblicato il 18 ottobre 2024.

## Descrizione
Il brano, scritto dallo stesso rapper con Orlando Capasso, è prodotto da Francesco Catitti, in arte Katoo e parla di una dedica d'amore capace di arrivare diretta al cuore.

## Promozione
Il brano è stato eseguito dallo stesso rapper nel corso della prima puntata del 19 ottobre 2024 del nuovo programma di Rai 2 Playlist - Tutto ciò che è musica.

## Video musicale
Il video musicale è stato pubblicato in concomitanza all'uscita del brano attraverso il canale YouTube del rapper.

## Tracce
Testi di Guido Luigi Senia e Orlando Capasso, musiche di Guido Luigi Senia e Francesco Catitti.
1. Occhi tristi – 2:45